# Eduard Profittlich
Eduard Profittlich SJ (ur. 11 września 1890 w Birresdorfie w Niemczech, zm. 22 lutego 1942 w Kirowie) – niemiecki duchowny rzymskokatolicki, jezuita, arcybiskup tytularny, administrator apostolski Estonii w latach 1931–1942, męczennik, Sługa Boży Kościoła katolickiego.

## Życiorys

### Dzieciństwo, młodość, wykształcenie
Edward Profittlich urodził się w 1890 w Birrendorfie, na zachodzie Niemiec. Był ósmym z dziesięciorga dzieci pary rolników: Doroty z domu Seiwert (1850–1913) i Markusa Profittlich (1846–1920).
Po ukończeniu szkoły ludowej w Leimersdorfie został przygotowany w 1904 przez miejscowego proboszcza do podjęcia dalszej nauki w progimnazjum w Ahrweiler. Stamtąd przeniósł się na Wielkanoc 1909 do szkoły w Linzu, którą ukończył w 1912 otrzymując świadectwo dojrzałości.
Podobnie jak jego brat, Peter (1878–1915), który zmarł jako misjonarz w Brazylii, zamierzał zostać księdzem. Jego rodzice chcieli, żeby został kapłanem diecezjalnym, aby im pomagał w nagłych sytuacjach, lecz ostatecznie 11 kwietnia 1913 wstąpił do zakonu zakonu jezuitów. W czasie I wojny światowej pracował po przeszkoleniu w szpitalu jako pielęgniarz i asystent chirurgiczny.
27 sierpnia 1922 otrzymał święcenia kapłańskie. Następnie kontynuował naukę na rzymskim Papieskim Instytucie Wschodnim. Zgodził się wstąpić do misji katolickiej w Rosji, stąd też został wysłany na studia przygotowawcze do Krakowa, gdzie w czerwcu 1923 obronił doktorat z filozofii, a rok później z teologii.

### Początki pracy duszpasterskiej
W sierpniu 1925 został misjonarzem krajowym w Niemczech, udzielając rekolekcji w różnych częściach kraju, m.in. w Opolu. W marcu 1928 został przeniesiony do Hamburgu, gdzie był duszpasterzem dla emigrantów z Polski. Tam też 2 lutego 1930 złożył śluby wieczyste. Wszędzie gdzie pracował, spotykał się z uznaniem wielu ludzi, głównie ze względu na swoje zaangażowanie i ciężką pracę.
4 grudnia 1930 został mianowany proboszczem parafii Świętych Apostołów Piotra i Pawła w Tallinnie przez administratora apostolskiego Estonii, abpa Antonio Zecchiniego. Wpływ na to miała jego dobra znajomość języka polskiego i spraw polskich. Ludność pochodzenia polskiego stanowiła większość katolików mieszkających w Estonii.

### Administrator apostolski Estonii
11 maja 1931 został mianowany administratorem apostolskim w Estonii. Największym problemem Kościoła katolickiego w tym kraju była niewielka liczna wiernych, ich wielojęzyczność oraz rozproszenie. Nowy administrator opracował szybko plan rozwoju Kościoła katolickiego oraz zaangażował się w działalność duszpasterską. Szczególną popularnością cieszyły się jego kazania na które przychodzili również wierni innych wyznań.
Rozpoczął wydawanie pierwszego w kraju tygodnika kościelnego Monatsblatt Kirikou Elu, który szczególnie był czytany przez estońską inteligencję. Stale wzrastała liczba wiernych oraz zakładane były nowe parafie w: Narvie, Pärnu, Rakvere, Petseri, Valga i Kiviõli. W 1934 obsługiwane były one przez dziesięciu księży katolickich oraz polskie i czeskie siostry zakonne. Szczególny nacisk Edward Profittlich kładł na religijne wychowanie młodzieży, które było możliwe dzięki prowadzonym przez Kościół lekcjom religii, prowadzonych w czterech szkołach oraz gdzie zajmował się regularne lekcje religii, którą wydawane w siedmiu językach, w czterech różnych szkołach.
28 września 1933 papież Pius XI mianował go w zamian za jego zasługi protonotariuszem apostolskim podczas prywatnej audiencji w Watykanie. Udało mu się zakończyć negocjacje z rządem i zawrzeć konkordat w 1935, na mocy którego potwierdzono prawny status administracji apostolskiej w Estonii. 27 grudnia 1936 został mianowany arcybiskupem tytularnym Hadrianopolis w Haemimonto. Konsekracja biskupia odbyła się 27 grudnia 1936 w kościele parafialnym św. Piotra i Pawła w Tallinnie.
Po dalszych latach owocnej pracy w Estonii we wrześniu 1939 wybuchła II wojna światowa. Rok później doszło do aneksji Estonii przez Związek Radziecki. Sytuacja Kościoła uległa całkowitemu pogorszeniu, a księżą i wierni byli prześladowani przez komunistów. Całą tę sytuację opisał w liście do papieża. W tym czasie ambasada niemiecka w Tallinnie nalegała, aby przyjął ponownie obywatelstwo niemieckie i zrzekł się estońskiego, na co arcybiskup się nie zgodził.

### Aresztowanie
Fala prześladowań nasiliła się w 1941 60 tysięcy osób wywieziono na Syberię, uwięziono, torturowano, a następnie zamordowano. W kilka dni po agresji III Rzeszy na ZSRR, 27 czerwca 1941 do arcybiskupa przybyło ośmiu funkcjonariuszy NKWD, który o godzinie 2:00 rozpoczęli przeszukiwanie domu arcybiskupa przez kilka godzin Zarekwirowano kilka przedmiotów biskupa, korespondencję urzędową, kartotekę parafialną i oskarżono go o szpiegostwo na rzecz Niemiec, a następnie aresztowano i wyprowadzono z budynku.

### Ostatnie miesiące życia
Po kilku godzinach, najczęściej nocnych przesłuchań, 14 października 1941 przygotowano akt oskarżenia w Kirowie, w którym był oskarżony o prowadzenie antysowieckiej agitacji poprzez wykorzystywanie uczuć religijnych mas dla siania nienawiści do ZSRR i partii komunistycznej. Ponadto zarzucano mu szpiegostwo na rzecz III Rzeszy, przedstawiając jako dowód jego wizyty w ambasadzie w Tallinnie. Po kolejnych przesłuchaniach, 17 października przedstawiono mu kolejny dowód, którym były antysowieckie rozmowy ze współwięźniem. Edward Profittlich cały czas uważał, że jest niewinny.
25 października 1941 rozpoczął się proces, który zakończył się uznaniem księdza za winnego. Apelował jeszcze do Sądu Najwyższego ZSRR, jednak jego apelacja została ona odrzucona. Został skazany na 5 lat pozbawienia wolności i pracę w obozie pracy w Kirowie, gdzie zmarł 22 lutego 1942.

### Tajemnica śmierci arcybiskupa
Od dnia aresztowania przez 50 lat nie znano dalszych losów arcybiskupa. Podejrzewano, że był więziony w Ufie, a później w Kazaniu. Nawet poszukiwania członków jego rodziny nie wniosły nic nowego do sprawy. Przełomowy okazał się rok 1990, kiedy Estonia odzyskała niepodległość (30 marca). 12 czerwca 1990 Sąd Najwyższy poinformował Kościół katolicki o losie arcybiskupa. 21 listopada 1941 został on skazany na śmierć, a 22 lutego 1942 zmarł w Kirowie. Jednocześnie sąd dokonał całkowitej rehabilitacji duchownego. Otworzono też archiwa, w których znajdowały się dokumenty sprawy arcybiskupa.

## Beatyfikacja
Konferencja Biskupów Federacji Rosyjskiej w dniu 30 stycznia 2002 wszczęła procedurę procesu beatyfikacyjnego abp Edwarda Profittlicha. 31 maja 2003 w Petersburgu oficjalnie otworzono proces beatyfikacyjny, którego postulatorem został prałat Bronisław Czaplicki. 
18 grudnia 2024 papież Franciszek promulgował dekret o męczeństwie arcybiskupa otwierający drogę do jego beatyfikacji. Pierwotnie beatyfikacja miała się odbyć 17 maja, lecz ze względu na śmierć papieża Franciszka uroczystości zawieszone.